# Giải bóng đá Vô địch U-21 Quốc gia 2016
Giải bóng đá Vô địch U-21 Quốc gia 2016, tên gọi chính thức là Giải bóng đá Vô địch U-21 Quốc gia Báo Thanh Niên – Cúp Clear Men 2016 là mùa giải thứ 20 của Giải bóng đá Vô địch U-21 Quốc gia do Liên đoàn bóng đá Việt Nam (VFF) phối hợp với báo Thanh Niên tổ chức. Đây là năm thứ hai liên tiêp nhãn hàng Clear Men là nhà tài trợ chính cho giải đấu. Mùa giải lần này diễn ra theo hai giai đoạn, với giai đoạn vòng loại từ ngày 3 tháng 10 đến ngày 13 tháng 10 năm 2016. Vòng chung kết của giải, gồm 8 đội bóng, được tổ chức tại Quảng Ninh từ ngày 23 tháng 10 đến ngày 2 tháng 11 năm 2016.

## Các đội bóng
18 đội bóng đã đăng ký tham dự mùa giải lần này từ vòng loại. Với tư cách là chủ nhà của vòng chung kết, Than Quảng Ninh đã được miễn thi đấu vòng loại. Các đội bóng được sắp xếp sẵn vào các bảng đấu dựa theo khu vực địa lý. Những đội bóng đóng vai trò là chủ nhà của bảng đấu vòng loại được ký hiệu bởi (H).
- Bảng A: U21 Thanh Hoá (H), U21 Hà Nội T&T, U21 Sông Lam Nghệ An, U21 Viettel.
- Bảng B: U21 Hoàng Anh Gia Lai (H), U21 Đăk Lak, U21 Khánh Hoà, U21 QNK Quảng Nam.
- Bảng C: U21 PVF (H), U21 Đồng Nai, U21 Becamex Bình Dương, U21 Bình Phước, U21 Long An.
- Bảng D: U21 Đồng Tháp (H), U21 An Giang, U21 Tiền Giang, U21 Cần Thơ, U21 Kiên Giang.
- Rút lui: Nam Định, Thừa Thiên Huế, SHB Đà Nẵng.[2]

## Vòng loại
Vòng loại diễn ra từ ngày 3 đến ngày 13 tháng 10 năm 2016. Các đội bóng thi đấu theo thể thức vòng tròn một lượt tính điểm, chọn 4 đội xếp thứ nhất và 3 đội xếp thứ nhì có thành tích tốt nhất vào vòng chung kết.

### Bảng A
Tất cả các trận đấu diễn ra tại Thanh Hóa.
| STT | Đội bóng             | Tr | T | H | B | Bt | Bb | Hs | Điểm | Kết quả                            |
| --- | -------------------- | -- | - | - | - | -- | -- | -- | ---- | ---------------------------------- |
| 1   | U21 Hà Nội T&T       | 3  | 2 | 1 | 0 | 8  | 4  | +4 | 7    | Vị trí giành vé dự vòng chung kết  |
| 2   | U21 Viettel          | 3  | 1 | 1 | 1 | 8  | 7  | +1 | 4    | Vị trí xét thành tích đội nhì bảng |
| 3   | U21 Sông Lam Nghệ An | 3  | 1 | 0 | 2 | 3  | 5  | -2 | 3    |                                    |
| 4   | U21 FLC Thanh Hóa    | 3  | 1 | 0 | 2 | 3  | 6  | -3 | 3    |                                    |

| Ngày                 | Giờ   | Sân thi đấu            | Vòng loại Bảng A     | Vòng loại Bảng A | Vòng loại Bảng A     |
| Ngày                 | Giờ   | Sân thi đấu            | Đội 1                | Tỉ số            | Đội 2                |
| 7 tháng 10 năm 2016  | 15h00 | Sân vận động Thanh Hóa | U21 Hà Nội T&T       | 3-3              | U21 Viettel          |
| 7 tháng 10 năm 2016  | 17h30 | Sân vận động Thanh Hóa | U21 FLC Thanh Hoá    | 0-1              | U21 Sông Lam Nghệ An |
| 10 tháng 10 năm 2016 | 15h00 | Sân vận động Thanh Hóa | U21 Sông Lam Nghệ An | 0-1              | U21 Hà Nội T&T       |
| 10 tháng 10 năm 2016 | 17h30 | Sân vận động Thanh Hóa | U21 Viettel          | 1-2              | U21 FLC Thanh Hoá    |
| 13 tháng 10 năm 2016 | 15h00 | Sân vận động Thanh Hóa | U21 Sông Lam Nghệ An | 2-4              | U21 Viettel          |
| 13 tháng 10 năm 2016 | 17h30 | Sân vận động Thanh Hóa | U21 FLC Thanh Hoá    | 1-4              | U21 Hà Nội T&T       |

### Bảng B
Tất cả các trận đấu diễn ra tại Gia Lai.
| STT | Đội bóng              | Tr | T | H | B | Bt | Bb | Hs | Điểm | Kết quả                            |
| --- | --------------------- | -- | - | - | - | -- | -- | -- | ---- | ---------------------------------- |
| 1   | U21 Hoàng Anh Gia Lai | 3  | 3 | 0 | 0 | 9  | 1  | +8 | 9    | Vị trí giành vé dự vòng chung kết  |
| 2   | U21 Sanna Khánh Hòa   | 3  | 2 | 0 | 1 | 6  | 7  | -1 | 6    | Vị trí xét thành tích đội nhì bảng |
| 3   | U21 Đắk Lắk           | 3  | 1 | 0 | 2 | 2  | 4  | -2 | 3    |                                    |
| 4   | U21 QNK Quảng Nam     | 3  | 0 | 0 | 3 | 4  | 9  | -5 | 0    |                                    |

| Ngày                 | Giờ   | Sân thi đấu         | Vòng loại Bảng B      | Vòng loại Bảng B | Vòng loại Bảng B      |
| Ngày                 | Giờ   | Sân thi đấu         | Đội 1                 | Tỉ số            | Đội 2                 |
| 7 tháng 10 năm 2016  | 15h00 | Sân vận động Pleiku | U21 QNK Quảng Nam     | 1-2              | U21 Đắk Lắk           |
| 7 tháng 10 năm 2016  | 17h15 | Sân vận động Pleiku | U21 Hoàng Anh Gia Lai | 5-0              | U21 Sanna Khánh Hòa   |
| 10 tháng 10 năm 2016 | 15h00 | Sân vận động Pleiku | U21 Đắk Lắk           | 0-1              | U21 Sanna Khánh Hòa   |
| 10 tháng 10 năm 2016 | 17h15 | Sân vận động Pleiku | U21 QNK Quảng Nam     | 1-2              | U21 Hoàng Anh Gia Lai |
| 13 tháng 10 năm 2016 | 15h00 | Sân vận động Pleiku | U21 QNK Quảng Nam     | 2-5              | U21 Sanna Khánh Hòa   |
| 13 tháng 10 năm 2016 | 17h15 | Sân vận động Pleiku | U21 Hoàng Anh Gia Lai | 2-0              | U21 Đắk Lắk           |

### Bảng C
Tất cả các trận đấu diễn ra tại Thành phố Hồ Chí Minh.
| STT | Đội bóng               | Tr | T | H | B | Bt | Bb | Hs | Điểm | Kết quả                            |
| --- | ---------------------- | -- | - | - | - | -- | -- | -- | ---- | ---------------------------------- |
| 1   | U21 Long An            | 4  | 3 | 1 | 0 | 8  | 1  | +7 | 10   | Vị trí giành vé dự vòng chung kết  |
| 2   | U21 PVF                | 4  | 3 | 1 | 0 | 6  | 1  | +5 | 10   | Vị trí xét thành tích đội nhì bảng |
| 3   | U21 Bình Phước         | 4  | 1 | 1 | 2 | 5  | 7  | -2 | 4    |                                    |
| 4   | U21 Becamex Bình Dương | 4  | 1 | 0 | 3 | 6  | 8  | -2 | 3    |                                    |
| 5   | U21 Đồng Nai           | 4  | 0 | 1 | 3 | 4  | 12 | -8 | 1    |                                    |

| Ngày                 | Giờ   | Sân thi đấu       | Vòng loại Bảng C       | Vòng loại Bảng C | Vòng loại Bảng C       |
| Ngày                 | Giờ   | Sân thi đấu       | Đội 1                  | Tỉ số            | Đội 2                  |
| 3 tháng 10 năm 2016  | 14h00 | Sân Thành Long I  | U21 Long An            | 1-0              | U21 Bình Phước         |
| 3 tháng 10 năm 2016  | 16h00 | Sân Thành Long I  | U21 PVF                | 2-1              | U21 Becamex Bình Dương |
| 5 tháng 10 năm 2016  | 14h30 | Sân Thành Long II | U21 Đồng Nai           | 1-3              | U21 Long An            |
| 5 tháng 10 năm 2016  | 14h30 | Sân Thành Long I  | U21 Bình Phước         | 0-2              | U21 PVF                |
| 8 tháng 10 năm 2016  | 14h30 | Sân Thành Long II | U21 Long An            | 4-0              | U21 Becamex Bình Dương |
| 8 tháng 10 năm 2016  | 14h30 | Sân Thành Long I  | U21 Bình Phước         | 3-3              | U21 Đồng Nai           |
| 11 tháng 10 năm 2016 | 14h30 | Sân Thành Long II | U21 Becamex Bình Dương | 1-2              | U21 Bình Phước         |
| 11 tháng 10 năm 2016 | 14h30 | Sân Thành Long I  | U21 Đồng Nai           | 0-2              | U21 PVF                |
| 13 tháng 10 năm 2016 | 14h30 | Sân Thành Long II | U21 Đồng Nai           | 0-4              | U21 Becamex Bình Dương |
| 13 tháng 10 năm 2016 | 14h30 | Sân Thành Long I  | U21 PVF                | 0-0              | U21 Long An            |

### Bảng D
Tất cả các trận đấu diễn ra tại Đồng Tháp.
| STT | Đội bóng       | Tr | T | H | B | Bt | Bb | Hs | Điểm | Kết quả                            |
| --- | -------------- | -- | - | - | - | -- | -- | -- | ---- | ---------------------------------- |
| 1   | U21 An Giang   | 4  | 3 | 1 | 0 | 10 | 2  | +8 | 10   | Vị trí giành vé dự vòng chung kết  |
| 2   | U21 Đồng Tháp  | 4  | 2 | 2 | 0 | 4  | 2  | +2 | 8    | Vị trí xét thành tích đội nhì bảng |
| 3   | U21 Tiền Giang | 4  | 1 | 1 | 2 | 2  | 4  | -2 | 4    |                                    |
| 4   | U21 Kiên Giang | 4  | 1 | 1 | 2 | 2  | 4  | -2 | 4    |                                    |
| 5   | U21 Cần Thơ    | 4  | 0 | 1 | 3 | 0  | 6  | -6 | 1    |                                    |

| Ngày                 | Giờ   | Sân thi đấu           | Vòng loại Bảng C | Vòng loại Bảng C | Vòng loại Bảng C |
| Ngày                 | Giờ   | Sân thi đấu           | Đội 1            | Tỉ số            | Đội 2            |
| 3 tháng 10 năm 2016  | 15h00 | Sân vận động Cao Lãnh | U21 Tiền Giang   | 1-0              | U21 Cần Thơ      |
| 3 tháng 10 năm 2016  | 17h00 | Sân vận động Cao Lãnh | U21 Đồng Tháp    | 1-0              | U21 Kiên Giang   |
| 5 tháng 10 năm 2016  | 15h00 | Sân vận động Cao Lãnh | U21 Cần Thơ      | 0-0              | U21 Đồng Tháp    |
| 5 tháng 10 năm 2016  | 17h00 | Sân vận động Cao Lãnh | U21 An Giang     | 2-0              | U21 Tiền Giang   |
| 8 tháng 10 năm 2016  | 15h00 | Sân vận động Cao Lãnh | U21 Tiền Giang   | 1-1              | U21 Kiên Giang   |
| 8 tháng 10 năm 2016  | 17h00 | Sân vận động Cao Lãnh | U21 Cần Thơ      | 0-4              | U21 An Giang     |
| 11 tháng 10 năm 2016 | 15h00 | Sân vận động Cao Lãnh | U21 An Giang     | 2-2              | U21 Đồng Tháp    |
| 11 tháng 10 năm 2016 | 17h00 | Sân vận động Cao Lãnh | U21 Kiên Giang   | 1-0              | U21 Cần Thơ      |
| 13 tháng 10 năm 2016 | 15h00 | Sân vận động Cao Lãnh | U21 Kiên Giang   | 0-2              | U21 An Giang     |
| 13 tháng 10 năm 2016 | 17h00 | Sân vận động Cao Lãnh | U21 Đồng Tháp    | 1-0              | U21 Tiền Giang   |

### Bảng xếp hạng các đội nhì bảng đấu
Ba trong bốn đội nhì bảng có thành tích tốt nhất lọt vào vòng chung kết.
| STT | Đội bóng            | Tr | T | H | B | Bt | Bb | Hs | Điểm | Kết quả                           |
| --- | ------------------- | -- | - | - | - | -- | -- | -- | ---- | --------------------------------- |
| 1   | U21 PVF             | 3  | 2 | 1 | 0 | 4  | 1  | +3 | 7    | Vị trí giành vé dự vòng chung kết |
| 2   | U21 Đồng Tháp       | 3  | 2 | 1 | 0 | 4  | 2  | +2 | 6    | Vị trí giành vé dự vòng chung kết |
| 3   | U21 Sanna Khánh Hòa | 3  | 2 | 0 | 1 | 6  | 7  | -1 | 6    | Vị trí giành vé dự vòng chung kết |
| 4   | U21 Viettel         | 3  | 1 | 1 | 1 | 8  | 7  | +1 | 4    |                                   |

### Các đội vượt qua vòng loại
| Câu lạc bộ        | Tư cách vượt qua vòng loại      | Tham dự vòng chung kết | Thành tích tốt nhất  |
| ----------------- | ------------------------------- | ---------------------- | -------------------- |
| Than Quảng Ninh   | Chủ nhà                         | 4 lần                  | Hạng ba (2009, 2012) |
| Hà Nội T&T        | Nhất bảng A                     | 5 lần                  | Vô địch (2013, 2015) |
| Hoàng Anh Gia Lai | Nhất bảng B                     | 9 lần                  | Á quân (2006)        |
| Đồng Tâm Long An  | Nhất bảng C                     | 9 lần                  | Á quân (2000)        |
| An Giang          | Nhất bảng D                     | 8 lần                  | Á quân (2015)        |
| PVF               | Nhì bảng C/Nhì bảng tốt nhất    | Lần đầu                | Lần đầu              |
| Đồng Tháp         | Nhì bảng D/Nhì bảng tốt thứ hai | 10 lần                 | Á quân (1998)        |
| Sanna Khánh Hòa   | Nhì bảng B/Nhì bảng tốt thứ ba  | 8 lần                  | Vô địch (2007)       |

1. ↑  Kế thừa thành tích của Khatoco Khánh Hòa trước đây.

## Địa điểm
Các trận đấu của vòng chung kết diễn ra tại sân vận động Cẩm Phả và sân vận động Cửa Ông, tỉnh Quảng Ninh.

## Đội hình
Các cầu thủ từ 16 đến 21 tuổi (sinh từ ngày 1 tháng 1 năm 1995 đến ngày 31 tháng 12 năm 2000) có đủ điều kiện để tham dự giải đấu. Mỗi đội bóng phải đăng ký một danh sách gồm tối đa 25 cầu thủ, trong đó có tối thiểu 2 thủ môn (Quy định mục 4.2 và 5.2). Các đội bóng sẽ không còn được đăng ký ba cầu thủ 22 tuổi kể từ giải đấu này.

## Vòng bảng
Hai đội bóng đứng đầu mỗi bảng lọt vào vòng bán kết.

Các tiêu chí xếp hạng
Các đội được xếp hạng theo điểm (3 điểm cho 1 trận thắng, 1 điểm cho 1 trận hòa và 0 điểm cho 1 trận thua), và nếu bằng điểm, các tiêu chí sau đây sẽ được áp dụng theo thứ tự, để xác định thứ hạng:
1. Điểm trong các trận đối đầu trực tiếp giữa các đội bằng điểm;
2. Hiệu số bàn thắng thua trong các trận đối đầu trực tiếp giữa các đội bằng điểm;
3. Số bàn thắng ghi được trong các trận đối đầu trực tiếp giữa các đội bằng điểm;
4. Nếu có nhiều hơn hai đội bằng điểm, và sau khi áp dụng tất cả các tiêu chí đối đầu ở trên, một nhóm nhỏ các đội vẫn còn bằng điểm nhau, tất cả các tiêu chí đối đầu ở trên được áp dụng lại cho riêng nhóm này;
5. Hiệu số bàn thắng thua trong tất cả các trận đấu bảng;
6. Số bàn thắng ghi được trong tất cả các trận đấu bảng;
7. Sút luân lưu nếu chỉ có hai đội bằng nhau và còn thi đấu trên sân;
8. Bốc thăm.

### Bảng A
| VT | Đội                 | ST | T | H | B | BT | BB | HS | Đ | Giành quyền tham dự     |
| -- | ------------------- | -- | - | - | - | -- | -- | -- | - | ----------------------- |
| 1  | Hoàng Anh Gia Lai   | 3  | 2 | 1 | 0 | 7  | 3  | +4 | 7 | Vòng đấu loại trực tiếp |
| 2  | Than Quảng Ninh (H) | 3  | 2 | 1 | 0 | 2  | 0  | +2 | 7 | Vòng đấu loại trực tiếp |
| 3  | Đồng Tháp           | 3  | 0 | 1 | 2 | 2  | 4  | −2 | 1 |                         |
| 4  | Long An             | 3  | 0 | 1 | 2 | 1  | 5  | −4 | 1 |                         |

| Than Quảng Ninh | 0–0      | Hoàng Anh Gia Lai    |
| --------------- | -------- | -------------------- |
|                 | Chi tiết | Hoàng Thanh Tùng 48' |

| U21 Long An      | 0–0      | U21 Đồng Tháp                      |
| ---------------- | -------- | ---------------------------------- |
| Dương Anh Tú 86' | Chi tiết | Trần Anh Thi 50' · Lê Nhựt Huy 57' |

| Đồng Tháp                 | 2–3      | Hoàng Anh Gia Lai                         |
| ------------------------- | -------- | ----------------------------------------- |
| Nguyễn Thiện Chí 25', 82' | Chi tiết | Châu Ngọc Quang 37', 92' · Thanh Bình 50' |

| Long An | 0–1      | Than Quảng Ninh                               |
| ------- | -------- | --------------------------------------------- |
|         | Chi tiết | Hoàng Minh Tuấn 68' · Đinh Văn Trường 69' 77' |

| Đồng Tháp            | 0–1      | Than Quảng Ninh                      |
| -------------------- | -------- | ------------------------------------ |
| Nguyễn Đồng Tháp 38' | Chi tiết | Hồ Hùng Cường 93' · Đào Quốc Gia 38' |

| Long An                 | 1–4      | Hoàng Anh Gia Lai                                                                               |
| ----------------------- | -------- | ----------------------------------------------------------------------------------------------- |
| Lê Nguyễn Quốc Tuấn 74' | Chi tiết | Trần Hữu Đông Triều 31' · Trần Thanh Sơn 40' · Hoàng Thanh Tùng 48' · Nguyễn Phong Hồng Duy 71' |

### Bảng B
| VT | Đội             | ST | T | H | B | BT | BB | HS | Đ | Giành quyền tham dự     |
| -- | --------------- | -- | - | - | - | -- | -- | -- | - | ----------------------- |
| 1  | Hà Nội T&T      | 3  | 3 | 0 | 0 | 7  | 2  | +5 | 9 | Vòng đấu loại trực tiếp |
| 2  | Sanna Khánh Hòa | 3  | 2 | 0 | 1 | 6  | 1  | +5 | 6 | Vòng đấu loại trực tiếp |
| 3  | PVF             | 3  | 1 | 0 | 2 | 3  | 6  | −3 | 3 |                         |
| 4  | An Giang        | 3  | 0 | 0 | 3 | 4  | 11 | −7 | 0 |                         |

| Hà Nội T&T                                                                           | 4–2      | An Giang                                 |
| ------------------------------------------------------------------------------------ | -------- | ---------------------------------------- |
| Phạm Tuấn Hải (22) 22' · Trần Đình Trọng 45' · Trần Đức Nam 84' · Nguyễn Văn Đức 92' | Chi tiết | Cao Minh Tạo 51' · Nguyễn Thanh Thảo 58' |

| PVF                    | 0–2      | Sanna Khánh Hoà                      |
| ---------------------- | -------- | ------------------------------------ |
| Phạm Trọng Hóa 63' 67' | Chi tiết | Lâm Ti Phông 13' · Trần Văn Tùng 62' |

| Hà Nội T&T       | 1–0      | Sanna Khánh Hoà |
| ---------------- | -------- | --------------- |
| Trần Đức Nam 41' | Chi tiết |                 |

| PVF                                                        | 3–2      | An Giang                         |
| ---------------------------------------------------------- | -------- | -------------------------------- |
| Đỗ Thanh Thịnh 30' · Nguyễn Hồng Sơn 45' · Lê Văn Xuân 90' | Chi tiết | Lâm Quý 57' · Dương Văn Hinh 62' |

| PVF | 0–2      | Hà Nội T&T                              |
| --- | -------- | --------------------------------------- |
|     | Chi tiết | Nguyễn Duy Điển 45' · Phạm Tuấn Hải 73' |

| An Giang | 0–4      | Sanna Khánh Hoà                                                 |
| -------- | -------- | --------------------------------------------------------------- |
|          | Chi tiết | Trần Văn Tùng 32' · Đoàn Công Thành 44' · Lâm Ti Phông 46', 51' |

## Vòng đấu loại trực tiếp
Trong vòng đấu loại trực tiếp, loạt sút luân lưu sẽ được sử dụng để quyết định đội thắng nếu hòa sau 90 phút chính thức (không có hiệp phụ).

### Bán kết
| Hoàng Anh Gia Lai                                                                                      | 0–0      | Sanna Khánh Hoà                                                                                         |
| --- | -------- | --- |
| Trần Hữu Đông Triều 34'                                                                                | Chi tiết | Nguyễn Đoàn Duy Anh 71'                                                                                 |
| Loạt sút luân lưu                                                                                      |          | |
| Văn Sơn · Hồng Duy · Anh Tài · Đông Triều · Thành Đồng · Ngọc Quang · Thành Long · Thanh Sơn · A Hoàng | 7–8      | Đình Khương · Duy Anh · Minh Trí · Ti Phông · Công Thành · Thành Đạt · Văn Tùng · Đình Hiếu · Ngọc Linh |

| Hà Nội T&T                                                       | 2–0      | Than Quảng Ninh |
| ---------------------------------------------------------------- | -------- | --------------- |
| Trần Văn Kiên 57' 34' · Nguyễn Văn Đức 92' · Nguyễn Như Tuấn 77' | Chi tiết |                 |

### Chung kết
| Sanna Khánh Hoà      | 1–2      | Hà Nội T&T                               |
| -------------------- | -------- | ---------------------------------------- |
| Nguyễn Ngọc Linh 42' | Chi tiết | Nguyễn Quang Hải 53' · Phạm Tuấn Hải 61' |

## Thống kê

### Vô địch
| Vô địch Giải bóng đá Vô địch U-21 Quốc gia 2016 |
| ----------------------------------------------- |
| Hà Nội T&T Lần thứ 3                            |

### Các giải thưởng
Các giải thưởng dưới đây đã được trao sau khi giải đấu kết thúc:
| Vua phá lưới                   | Cầu thủ xuất sắc nhất        | Thủ môn xuất sắc nhất            | Giải phong cách |
| ------------------------------ | ---------------------------- | -------------------------------- | --------------- |
| Lâm Ti Phông (Sanna Khánh Hòa) | Nguyễn Như Tuấn (Hà Nội T&T) | Hoàng Văn Hưng (Than Quảng Ninh) | Sanna Khánh Hòa |
| Phạm Tuấn Hải (Hà Nội T&T)     | Nguyễn Như Tuấn (Hà Nội T&T) | Hoàng Văn Hưng (Than Quảng Ninh) | Sanna Khánh Hòa |

### Cầu thủ ghi bàn
Đã có 37 bàn thắng ghi được trong 15 trận đấu, trung bình 2.47 bàn thắng mỗi trận đấu.

## Truyền hình
- Các kênh: VTC3, VTC12, SCTV15